# والتر استوکس
والتر استوکس (انگلیسی: Walter Stokes; ۲۳ مهٔ ۱۸۹۸ – ۹ ژوئن ۱۹۹۶) تیرانداز اهل ایالات متحده آمریکا بود.
وی در مسابقات کشوری و بین‌المللی در مجموع برندهٔ ۱ مدال طلا، ۱ مدال برنز شده‌است.